# Ambizione (serie televisiva)
Ambizione (Kuş Uçuşu) è una serie televisiva drammatica turca composta da 24 episodi suddivisi in tre stagioni, distribuita sulla piattaforma di streaming Netflix dal 3 giugno 2022 all'11 aprile 2024.

## Trama
Aslı Tuna vuole realizzare il suo sogno di diventare la giornalista più rispettata del suo Paese. Un giorno ottiene uno stage presso un'emittente di notizie dove lavora anche la presentatrice Lale Kıran. Lale mostra poco entusiasmo per la nuova tirocinante, che si è posta l'obiettivo di succederle.

## Episodi
| Stagione         | Episodi | Pubblicazione Turchia | Pubblicazione Italia |
| ---------------- | ------- | --------------------- | -------------------- |
| Prima stagione   | 8       | 2022                  | 2022                 |
| Seconda stagione | 8       | 2023                  | 2023                 |
| Terza stagione   | 8       | 2024                  | 2024                 |

## Personaggi e interpreti
- Lale Kıran, interpretata da Birce Akalay, doppiata da Federica De Bortoli.
- Aslı Tuna, interpretata da Miray Daner, doppiata da Margherita De Risi.
- Kenan Sezgin, interpretato da İbrahim Çelikkol, doppiato da Francesco Pezzulli.
- Müge Türkmen, interpretata da İrem Sak, doppiata da Sophia De Pietro.
- Selim Kıran, interpretato da Burak Yamantürk, doppiato da Guido Di Naccio.
- Gül Simin, interpretata da Defne Kayalar, doppiata da Barbara De Bortoli.
- Sulhi, interpretato da Zafer Ergin.
- Güliz Tümer, interpretata da Şifanur Gül.
- Enver, interpretato da Eren Çiğdem.
- Yusuf Tunca, interpretato da Demircan Kaçel.
- Nihan, interpretata da Merve Hazer.
- Ali, interpretato da Bülent Çetinaslan.
- Özge, interpretata da Elif Gökçe Özay, doppiata da Giulia Franceschetti.
- Nunu, interpretato da Ertan Ekmekçi.
- Melisa, interpretata da Elif Kurtaran.
- Mia, interpretato da Merve Nil Güder.
- Faruk, interpretato da Muhammet Uzuner.
- Onur, interpretato da Özgür Daniel Foster.
- Emre, interpretato da Melih Selçuk.
- Hale İleri, interpretata da Gülen Gedikoğlu.

## Produzione
La serie è creata da Meriç Acemi, che ha anche firmato la sceneggiatura, diretta da Deniz Yorulmazer (nella prima stagione), Koray Kerimoğlu (nella seconda stagione) e Burak Müjdeci (nella terza stagione) e prodotta da Ay Yapım.

### Rinnovo
In seguito al successo della prima stagione, la serie è stata rinnovata per una seconda e per una terza stagione.

### Riprese
Le riprese sono state effettuate a Istanbul e nei dintorni.

## Distribuzione
La serie è stata distribuita sulla piattaforma di streaming Netflix dal 3 giugno 2022 all'11 aprile 2024: la prima stagione è stata distribuita il 3 giugno 2022, la seconda stagione è stata distribuita il 14 dicembre 2023, mentre la terza ed ultima stagione è stata distribuita l'11 aprile 2024.

## Riconoscimenti
- Distinctive International Arab Festivals Awards 
  - 2022: Premio come Attrice internazionale dell'anno a Birce Akalay

- ELLE Style Awards
  - 2024: Premio come Miglior interpretazione digitale dell'anno a Birce Akalay

- Pantene Golden Butterfly Awards
  - 2022: Candidatura come Miglior serie internet per Ambizione (Kuş Uçuşu)[26]
  - 2022: Candidatura come Miglior serie internet a Deniz Yorulmazer, Meriç Acemi, Kerem Çatay, Birce Akalay, Miray Daner e İbrahim Çelikkol[26]

- Turkey Youth Awards
  - 2023: Candidatura come Miglior serie su piattaforma digitale per Ambizione (Kuş Uçuşu)
  - 2023: Candidatura come Miglior attrice televisiva a Birce Akalay
  - 2023: Candidatura come Miglior attrice televisiva a Miray Daner
  - 2023: Candidatura come Miglior attrice televisiva non protagonista a İrem Sak